# カウントダウン (2019年の映画)
『カウントダウン』（Countdown）は、2019年のアメリカ合衆国のホラー映画。監督はジャスティン・デク、出演はエリザベス・ライルとジョーダン・キャロウェイなど。自分の余命が分かる恐怖のスマホアプリを題材にしている。

## ストーリー
プロローグ
とあるパーティーで、数人の若者が余興として“カウントダウン”という余命予測アプリを各々のスマートフォンにインストールする。周囲が数十年の余命を発表していく中で、コートニーという少女の余命は3時間30分ほどと表示されていた。
それから3時間後、帰宅するコートニーは酔っ払った恋人エヴァンの運転を危険視し、彼の車を降りて夜道を1人で歩き始める。すると、スマートフォンに“カウントダウン”から「利用規約違反」という通知が送られてきた。カウントに怯えながらもコートニーは無事に帰宅するが、バスルームの天井から何者かに襲われ、カウントがゼロになるのと同時に絶命してしまう。その頃、エヴァンは衝突事故を起こし、コートニーが乗るはずだった助手席には木が突き刺さっていた。
カウントダウンの始まり
病院で看護師として働くクイン・ハリスは、骨折した右足の手術を翌日に控えたエヴァンから、“カウントダウン”の存在とコートニーが時間通りに死んだことを知らされる。エヴァンの“カウントダウン”が示す約19時間40分後は手術の予定時刻に重なっており、彼は死を悟っていた。クインは“カウントダウン”を誰かの悪戯だと考えたが、興味を持った看護師や医師がインストールしていき、クインも気軽にインストールしてしまう。すると、クインの余命は2日と22時間30分ほどになっていた。
翌日、思い詰めたエヴァンが手術を回避するため病室から逃げ出すと、“カウントダウン”から「利用規約違反」の通知が送られてくる。エヴァンは背後に現れた黒い人影から必死に逃走するが、逃げ込んだ避難階段で死んだはずのコートニーに襲われ死亡した。
エヴァンの死を知ったクインは“カウントダウン”に怯え、カウントがゼロになる日に約束していた母親の墓参りをキャンセルすると、直後に「利用規約違反」の通知が送られてくる。アンインストールができない“カウントダウン”について自宅で調べてみると、コートニーの死を報じた記事が見つかった。コメント欄にはインストールしてから死者の幻覚が見えると語る少女の動画があり、クイン自身もエヴァンの幻覚と遭遇する。恐怖したクインはスマートフォンを破壊して車に逃げ込んだ後、人気が多いことに安心して眠ってしまう。
マットと共に活動開始
翌朝、車中泊したクインを起こしたのは妹のジョーダンだった。実家から逃げてきたジョーダンを追い返し、クインは新しいスマートフォンを購入するため携帯電話ショップに行くが、初期状態だと確認したにもかかわらず、店を出るまでの間に“カウントダウン”が勝手にインストールされてしまう。困惑して店長に詰め寄るクインを店内で見ていたマット・モンローは、店を出た彼女を追いかけて自分も“カウントダウン”の死が迫っていることを明かす。
カウントがゼロになるまで24時間を切っているクインとマットは、「まともに読まなかった利用規約に助かるヒントがあるのでは」と考え、バーの酔っ払いを利用して利用規約を確認する。そこには「運命を受け入れろ。運命を変えようとすれば規約違反になる」と書かれており、カウントがゼロになる時間に訪れる死そのものは避けられないと悟る。
それでも2人はなんとか助かろうと考え、悪魔の専門家だというジョン神父を頼ることにした。“カウントダウン”に似た伝説を知るジョン神父は、アプリのプログラムコードを覗くことを提案する。携帯電話ショップの店長に頼み込んで確認した“カウントダウン”のプログラムコードには、ラテン語の文章に加えて利用者全員の名前と余命が記述されており、数値を弄れば余命のカウントを変更することができた。2人はクインとマット、そしてクインの数分前にカウントがゼロになるジョーダンのカウントを延長してもらう。
悪魔の呪い
安堵したクインはマットを連れて自宅に戻り就寝するが、夜中になるとカウントが元に戻ってしまった。2人はクインの実家に向かい、死んだ母親の幻覚に襲われていたジョーダンを助けると、ジョン神父のもとに駆け込んでプログラムコードに書かれていたラテン語の文章を読んでもらう。ジョン神父曰く、「“カウントダウン”は悪魔による呪いであり、誰か1人でもカウントに反して死ぬか生き延びて余命を嘘にすれば、呪いを解除できるかもしれない」という。
教会の床に悪魔から身を守る陣を完成させた頃、マットの余命は残り2分ほどになっており、4人の前に悪魔が現われる。悪魔は陣の中にいる4人に近づけなかったが、亡くなった弟の幻覚に釣られてマットが陣の外に出てしまった。足を掴まれ引きずり出されたマットは道路で車に轢かれて死亡し、クインは傷を負ったジョーダンを病院へと連れて行く。ジョーダンはサリヴァン医師の治療を受けるが、彼はクインや他の女性看護師にセクハラをする悪徳医師だった。
悪魔との対決
余命が20分を切る中で、サリヴァン医師も“カウントダウン”をインストールしていたことを思い出したクインは、余命の長い彼を殺すことで呪いを解除しようと試みる。病院の閉鎖区画に誘い出したサリヴァン医師に襲い掛かるクインだが、悪魔の妨害によって彼を逃がしてしまっただけでなく、自分を追ってきたジョーダンの居場所が分からなくなってしまった。
クインは悪魔に襲われるジョーダンのもとに駆けつけると、自身に「致死量のモルヒネ」を打つことで悪魔を消滅させることに成功する。息絶えたクインの傍らに寄り添ったジョーダンは、彼女の腕に書かれた「モルヒネを中和する薬品」と「注射器」がその手から転がり出たことに気付き、その薬品を注射器で投与することで、間一髪でクインを蘇生させるのであった。
エピローグ
後日、父親とジョーダンと共に母親の墓参りに訪れたクインのスマートフォンに、“カウントダウン2.0”がインストールされたという通知が入る。

## 登場人物・キャスト
※括弧内は日本語吹き替え
クイン・ハリス
演 - エリザベス・ライル（片浦寛子）
主人公。病院で働く看護師で、インターンから正式な職員になったばかり。“カウントダウン”の死から逃れようと奔走する。
マット・モンロー
演 - ジョーダン・キャロウェイ（野口晃）
クインが携帯電話ショップで出会う男性。“カウントダウン”の余命はクインより2時間ほど短い。
ジョーダン・ハリス
演 - タリタ・ベイトマン（鈴木美咲）
クインの妹。母親が亡くなって以来、姉との関係は険悪になっている。姉のスマートフォンから“カウントダウン”の存在を知り、自分もインストールしてしまう。
エイミー看護師
演 - ティシーナ・アーノルド（白川りさ）
病院の看護師長。
ジョン神父
演 - P・J・バーン（西村健志）
悪魔の専門家だという神父。悪魔オタクで、悪魔にまつわる物語に精通している。
サリヴァン医師
演 - ピーター・ファシネリ（斉藤康史）
クインに下心を抱いている医師。彼女を褒める推薦状を書いた見返りに肉体関係を求めるが、拒まれたためクインに濡れ衣を着せようとする。
コートニー
演 - アン・ウィンターズ
“カウントダウン”の犠牲者。
エヴァン
演 - ディロン・レイン
コートニーの恋人。車の運転中に起こした衝突事故で右足を骨折し、クインの勤める病院に入院した。
デレク
演 - トム・セグラ
携帯電話ショップの店長。スマートフォンの改造が得意だと自負する。クインたちの余命を延長する際に、まだ余裕がある自身の余命も延ばした。
ミッドクレジットシーンではクインたちと別れた後の様子が描かれ、閉店したレストランでの支払い中に“カウントダウン”のカウントが一気に減った後、暗闇になった店内で悪魔に襲われてしまう。
スコット看護師
演 - チャーリー・マクダーモット
クインの同僚。
クリッシー
演 - クリスティーナ・パズシツキー
アリー
演 - ジーニー・エリーゼ・メイ
ケイト
演 - マリセラ・ズンバト

## 製作
2019年3月15日、エリザベス・ライルが本作に出演するとの報道があった。4月15日、ピーター・ファシネリ、タリタ・ベイトマン、ジョーダン・キャロウェイ、P・J・バーンらがキャスト入りした。10月1日、ダニー・ベンジーとソーンダー・ジュリアーンズが本作で使用される楽曲を手掛けることになったと報じられた。25日、本作のサウンドトラックが発売された。

## マーケティング・興行収入
2019年9月13日、本作のオフィシャル・トレイラーが公開された。
本作は『エジソンズ・ゲーム』及び『ブラック アンド ブルー』と同じ週に封切られ、公開初週末に800万ドル前後を稼ぎ出すと予想されていたが、この予想は的中した。2019年10月25日、本作は全米2675館で公開され、公開初週末に886万ドルを稼ぎ出し、週末興行収入ランキング初登場5位となった。

## 評価
本作に対する批評家からの評価は芳しいものではない。映画批評集積サイトのRotten Tomatoesには58件のレビューがあり、批評家支持率は24%、平均点は10点満点で3.94点となっている。サイト側による批評家の見解の要約は「『カウントダウン』の恐怖演出は切れ味の鈍いものだが、ホラー映画ファンにちょっとした動揺を与えるかもしれない。しかし、同作には印象に残るほどの創造性やウィットはない。」となっている。また、Metacriticには16件のレビューがあり、加重平均値は31/100となっている。なお、本作のCinemaScoreはC+となっている。